# 史蒂夫·里迪克
史蒂夫·里迪克（英語：Steve Riddick，1951年9月18日—），美国男子田径运动员，主攻短跑。他曾代表美国参加1976年夏季奥林匹克运动会田径比赛，获得男子4×100米接力金牌。